# Bernt Haas
Bernt Haas (Bécs, 1978. április 8. –), svájci válogatott labdarúgó.
A svájci válogatott tagjaként részt vett a 2004-es Európa-bajnokságon.

## Sikerei, díjai
Grasshoppers
- Svájci bajnok (4): 1994–95, 1995–96, 1997–98, 2000–01

FC Basel
- Svájci kupa (1): 2002–03

St. Gallen
- Svájci másodosztály bajnoka (1): 2008–09